# Bildungsdokumentation
Als Bildungsdokumentation wird das Festhalten der Bildungsprozesse von Kindern in Kindertagesstätten und in der Kindertagespflege bezeichnet. Dies kann durch Texte, Fotos, Bilder und Zeichnungen sowie Audio- und Videomitschnitte geschehen.

## Ziele
Bildungsdokumentation soll die Bildungsprozesse von Kindern sichtbar machen. Dies wird als notwendig erachtet, weil gerade bei jungen Kindern Bildung und Lernen oft nicht unmittelbar erkennbar oder gar messbar sind, sondern oft pauschal als „spielen“ gesehen werden. Aufgabe der pädagogischen Fachkräfte ist es deshalb, durch genaue Beobachtung, Dialog und Interaktion mit den Kindern diese Lernprozesse als solche zu identifizieren. Das Sichtbarmachen der Bildungsprozesse dient also letztlich einem besseren Verständnis der Bildungsprozesse des Kindes und ist ein wichtiges Handwerkszeug pädagogischer Fachkräfte. Eine so verstandene Pädagogik wird auch als „Pädagogik des Zuhörens“ bezeichnet.
Bildungsdokumentation soll damit nicht nur das Nachdenken über Kinder, sondern mit ihnen stimulieren. Kinder sollen angeregt werden, ihr eigenes Denken und Handeln zu reflektieren. Daraus resultierend, können neue Bildungsprozesse, beispielsweise in Form von Projekten, entstehen.
Darüber hinaus sollen durch die Bildungsdokumentationen insbesondere für die Eltern der Kinder, die die Kindertageseinrichtung besuchen, Einblicke in den Tagesablauf und die pädagogische Arbeit ermöglicht werden. Durch Bildungsdokumentation soll der Blick auf die Stärken der Kinder gerichtet werden. Damit grenzen sich Verfahren der Bildungsdokumentation von diagnostisch orientierten Verfahren der Dokumentation ab, wie beispielsweise standardisierten Einschätzskalen.
Durch die starke Kindorientierung der Verfahren der Bildungsdokumentation können diese auch zu einer Störung der Partizipation von Kindern beitragen.

## Verfahren

### Portfolio
Portfolios in Kindertageseinrichtungen sind in der Regel Ordner, in denen Produkte eines einzelnen Kindes, Lerngeschichten über das Kind, Fotos etc. gesammelt werden. Das Portfolio kann entweder chronologisch aufgebaut oder in verschiedene Rubriken unterteilt sein (z. B. „Das bin ich“, „Das kann ich“, „Das tue ich“). In der Regel wird das Portfolio über die gesamte Kitazeit des Kindes hinweg geführt, so dass die langfristige Entwicklung sichtbar werden kann, wie es auch das Portfolio-Konzept vorsieht. Das Portfolio ist die in Deutschland am meisten verbreitete Form der Bildungsdokumentation.

### Lerngeschichten
Die Lerngeschichte schildert eine Situation, in der ein einzelnes Kind oder mehrere Kinder agieren. In der Regel werden Lerngeschichten als ein Brief an das Kind formuliert und mit Fotos oder Zeichnungen des Kindes illustriert. Das Konzept der Lerngeschichten wurde in Neuseeland von der Erziehungswissenschaftlerin Margaret Carr entwickelt und ist dort als zentrales Assessment-Verfahren in Kindertageseinrichtungen festgeschrieben. Das Verfahren wurde in Deutschland vom Deutschen Jugendinstitut unter dem Namen Bildungs- und Lerngeschichten bekannt gemacht.

### Wanddokumentation
Als Wanddokumentation werden Plakate bezeichnet, die ein Projekt, eine Aktivität, den Tagesablauf oder Ähnliches festhalten und die an den Wänden in Kindertageseinrichtungen (z. B. im Gruppenraum oder auf den Fluren) befestigt werden. Das Verfahren wurde insbesondere in den Kindertageseinrichtungen in Reggio Emilia (Italien) im Rahmen der Reggio-Pädagogik entwickelt, findet aber auch in Deutschland Verbreitung.